# ایم جه هیوک
ایم جه هیوک (کره‌ای: 임재혁؛ زادهٔ ۶ مه ۱۹۹۴) بازیگر پاره‌وقت اهل کره جنوبی است. او به خاطر ایفای نقش یانگ ده سو در مجموعه نتفلیکس، ما همه مرده‌ایم شناخته می‌شود.

## فیلم‌شناسی

### مجموعه تلویزیونی
| سال  | عنوان          | نقش          | منابع       |
| ---- | -------------- | ------------ | ----------- |
| ۲۰۲۰ | آلیس           | ناشناخته     | [ ۳ ] [ ۴ ] |
| ۲۰۲۲ | تابستان درخشان | ده هو        | [ ۵ ]       |
| ۲۰۲۳ | میان مرد و زن  | اوه مین هیوک | [ ۶ ]       |

### مجموعه اینترنتی
| سال  | عنوان            | نقش         | منابع |
| ---- | ---------------- | ----------- | ----- |
| ۲۰۲۲ | ما همه مرده‌ایم   | یانگ ده سو  | [ ۷ ] |
| ۲۰۲۳ | دوز روزانه آفتاب | کونگ چول وو | [ ۸ ] |

## جوایز و نامزدی‌ها
| مراسم جوایز       | سال  | دسته                    | نامزد / اثر    | نتیجه | منابع |
| ----------------- | ---- | ----------------------- | -------------- | ----- | ----- |
| جوایز آرتیست آسیا | ۲۰۲۲ | جایزه آیکن – بازیگر مرد | ما همه مرده‌ایم | برنده | [ ۹ ] |